# سیارک ۶۹۷۸
سیارک ۶۹۷۸ (به انگلیسی: 6978 Hironaka، نامگذاری:1993RD) شش هزار و نهصد و هفتاد و هشتمین سیارک کشف شده‌است که در ۱۲ سپتامبر ۱۹۹۳ کشف شد.
قدر مطلق سیارک برابر ۱۳٫۱۰ است.